# Sinoxylon capillatum
Sinoxylon capillatum es una especie de escarabajo del género Sinoxylon, familia Bostrichidae. Fue descrita científicamente por Lesne en 1895.
Se distribuye por la región de Cachemira. Mide 5 milímetros de longitud.